# سیارک ۹۸۱۳
سیارک ۹۸۱۳ (به انگلیسی: 9813 Rozgaj، نامگذاری:1998TP5) نه هزار و هشتصد و سیزدهمین سیارک کشف شده‌است که در ۱۳ اکتبر ۱۹۹۸ کشف شد.
قدر مطلق سیارک برابر ۲۰.۴ است.